# Icius kui
Icius kui (лат.) — вид пауков-скакунчиков рода Icius из подсемейства Salticinae (Salticidae). Эндемик Китая (Тибетский автономный район).

## Этимология
Видовой эпитет kui происходит от китайского слова, которое на пиньинь означает «подсолнух» (向日葵), так как на брюшке самца есть отметина, очень похожая на семечко подсолнуха.

## Распространение
Эндемик Китая: Тибетский автономный район, уезды Gongbogyamda, Bome и Namling. Типовые экземпляры найдены на высотах 3075—4016 м.

## Описание
Мелкие пауки-скакунчики, длина карапакса голотипа 2,11 мм (ширина 1,46), длина брюшка 2,51 мм (ширина 1,54 мм). Формула ног 1432. Карапакс коричневый, с белыми боковыми краями и белой полосой посередине, глазное поле черное, с редкими желтыми чешуйками. Хелицеры коричневые, с двумя промаргинальными и одним ретромаргинальным зубцами. Брюшко темно-коричневое, с двумя узкими белыми полосами. Бедра и голени ног темно-коричневые. Встречается под камнями, на стволах деревьев и среди кустарников, в скоплениях.